# Farsk
Farsk (westfriesisch für ‚frisch‘) ist neben Hjir und De moanne eine der wichtigsten friesischen Literaturzeitschriften. Gegründet wurde sie am 21. Februar 2003 von Abe de Vries, als Nachfolger des kontroversen Kistwurk. Herausgegeben wurde sie von der Stichting Farsk in Leeuwarden/Ljouwert, in Zusammenarbeit mit dem Verlagshaus Bornmeer.

## Geschichte
Die ersten Mitarbeiter der Redaktion waren 2003 Jetske Bilker (Schriftstellerin), Marijke de Boer, Marc Kooij (Performancekünstler), Elske Schotanus (Schriftstellerin und bildende Künstlerin) und Abe de Vries (Dichter und Journalistin bei Elsevier). Schon zu Beginn fanden sich zahlreiche Schriftsteller, die ihre Zusammenarbeit mit dem neuen Format angeboten haben. Bereits die zweite Ausgabe enthielt ein neues Angebot für Texte aus anderen Sprachen, die übersetzt werden sollten. Als Übersetzer fungierte Eric Hoekstra.
Farsk erschien alle zwei Wochen online und etwa sechsmal im Jahr unter dem Titel Farsk-skrift im Druck. Des Weiteren erschien jedes Jahr im Januar das Farsk-jierboek, ein Jahrbuch mit den treffendsten Beiträgen des vergangenen Jahres. Im September 2007 erschien die hundertste Druckausgabe. Inhaltlich boten die Beiträge neben Prosa und Gedichten auf Friesisch Rezensionen neuer Bücher und Filme oder Interviews mit Autoren an.
Anfang 2008 haben sich die Redaktionen von Farsk und der Zeitschrift Hjir zusammengeschlossen. Anfang 2009 fusionierten die beiden Zeitschriften unter dem Namen „ensafh“. Die gedruckten Ausgaben erscheinen jährlich in 6 Nummern, die auch im Buchhandel erhältlich sind, weitere Inhalte werden als „Ensafh-on-Internet“ im Internet bereitgestellt. Anfangs nutzte das neue Format bis April 2009 noch die Domain www.farsk.nl da es mit der Erstellung der neuen Homepage noch Probleme gab. Inzwischen wurde die Domain einem anderen Anbieter zugeordnet.

## Redaktion
(Stand: Mai 2008)
- Piter Boersma (Chefredakteur)
- Jelma Knol
- Edwin de Groot
- Inge Heslinga
- Sytze Jansma
- IJsbrand van den Berg
- Greet Andringa
- Jacobus Q. Smink
- Janneke Spoelstra
- Sito Wijngaarden

## Publikationen
- Farsk: literêr ynternet tydskrift. De Vries, Hoofddorp 2003.
- Stichting Farsk (Hrsg.): Farskskrift. Bornmeer, Leeuwarden 2003 (Erscheinen: 2003–2007).
- Farsk …: it jierboek. Bornmeer. Leeuwarden 2006 (Erscheinen: 2004–2006).